# Ta’ Xbiex
Ta’ Xbiex [tɐ ˈʃbɪːʃ] ist ein Ort im Nordosten der Insel Malta. Er hat seinen eigenen Gemeinderat.

## Beschreibung
In dieser Gemeinde gibt es eine Reihe ausländischer Botschaften, z. B. die Ägyptens, Italiens, Frankreichs und des Vereinigten Königreichs. Zusätzlich haben sich dort Siedlungen entwickelt, die von der Regierung ausgewiesen wurden; im 21. Jahrhundert haben sich außerdem Versicherungsgesellschaften, Dienstleistungsbetriebe für EDV und Schiffsagenturen angesiedelt. Auch ein Teil des Jachthafens des Nachbarortes Msida gehört zum Gemeindegebiet.

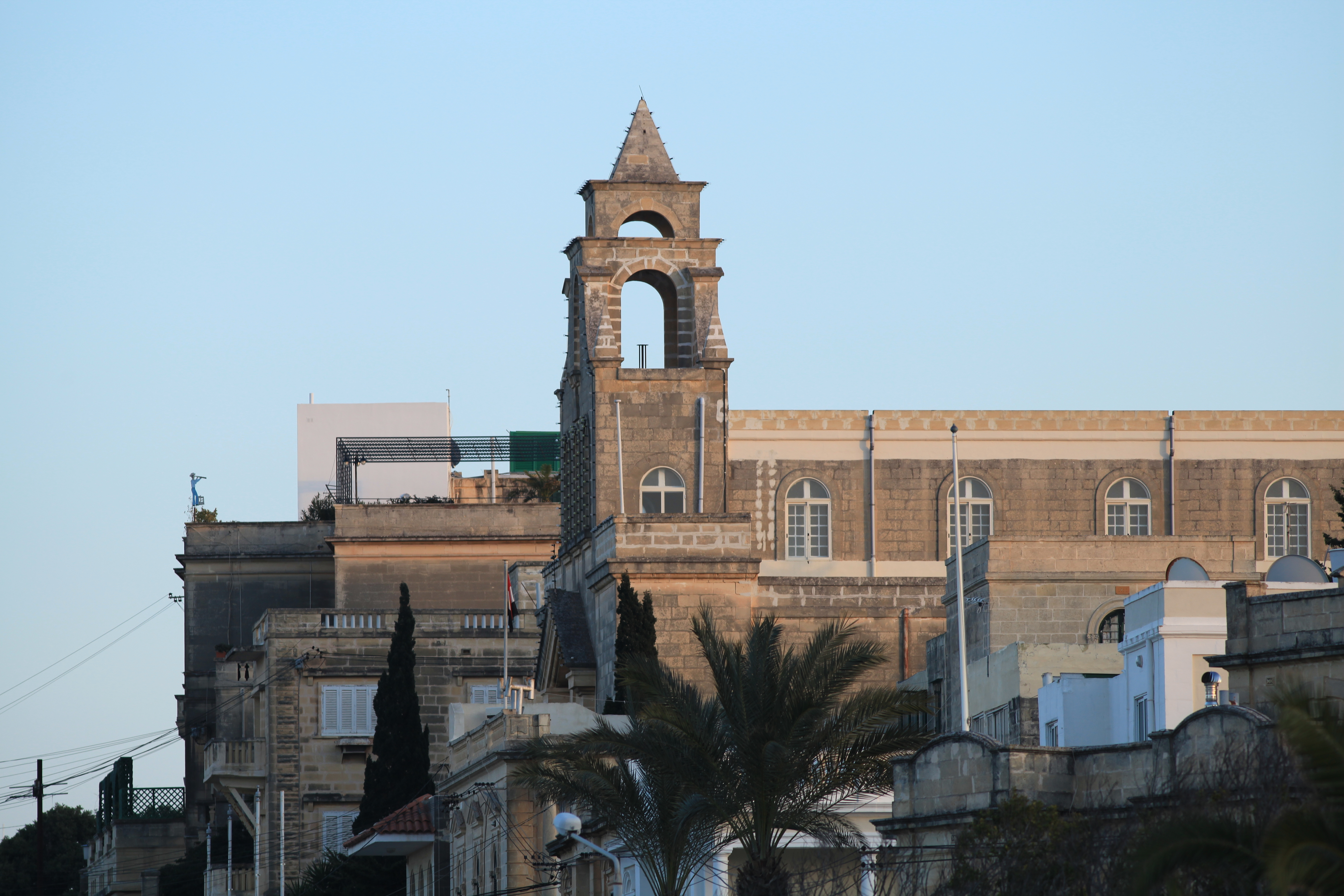
Johanneskirche

Der Name Ta’ Xbiex leitet sich von dem Wort tbexbix (dt.: Sonnenaufgang) ab, was auf die geografische Lage des Ortes hinweist. Eine andere Theorie bringt ihn mit dem Wort xbiek (dt.: Netz) in Verbindung, da der Ort früher ein Fischerdorf war. 1969 wurde Ta’ Xbiex eine eigene Gemeinde.

## Bauwerke (Auswahl)
- Die Pfarrkirche (St John of the cross) ist dem hl. Johannes vom Kreuz geweiht. Sie wird von den Unbeschuhten Karmeliten betreut.
- Im 21. Jahrhundert wurde hier in Ta'Xbiex in der Enrico Mizzi Street eine Synagoge für die rund 200 Juden im Inselstaat neu gebaut. Sie löste das zuvor in Valletta vorhandene Gotteshaus ab, das 1979 zerstört worden war. Außerdem eröffnete im Jahr 2013 in der Nachbarschaft ein Chabbad-Haus.[2]